# Mikołaj Witliński
Mikołaj Witliński (ur. 2 grudnia 1995 w Gdyni) – polski koszykarz, grający na pozycji silnego skrzydłowego lub środkowego, reprezentant kraju, od 2023 zawodnik Trefla Sopot.
Od 2013 do 2015 występował w PLK, w drużynie Anwilu Włocławek.
W lipcu 2015 został zawodnikiem zespołu AZS Koszalin.
5 sierpnia 2019 dołączył do Melilla Baloncesto, występującego w II lidze hiszpańskiej (LEB Oro).
28 listopada 2019 podpisał kontrakt ze Stelmetem Enea BC Zielona Góra.
29 czerwca 2020 zawarł kolejną w karierze umowę z Asseco Arką Gdynia. 16 czerwca 2021 dołączył do Grupy Sierleckich-Czarni Słupsk. 30 czerwca 2023 został zawodnikiem Trefla Sopot.

## Osiągnięcia
Stan na 18 czerwca 2024, na podstawie, o ile nie zaznaczono inaczej.
Drużynowe
- Mistrz Polski (2020, 2024[8])
- Brązowy medalista mistrzostw Polski (2019)[9]
- Finalista Superpucharu Polski (2023)[10]

Indywidualne
- MVP kolejki OBL (16 – 2023/2024)[11]
- Zaliczony do I składu kolejki EBL/OBL (11, 27 – 2021/2022[12][13], 1 – 2022/2023[14], 16 – 2023/2024[15])

Reprezentacja
- Wicemistrz Europy U–18 dywizji B (2013)
- Uczestnik mistrzostw Europy:
  - U–20 (2014 – 9. miejsce, 2015 – 14. miejsce)
  - U–18 (2012 – 16. miejsce)
  - U–16 (2011 – 14. miejsce)

## Statystyki
| Sezon     | Drużyna                           | M  | S5 | MPG  | FG%   | 3P%   | FT%   | RPG | APG | SPG | BPG | PPG  |
| --------- | --------------------------------- | -- | -- | ---- | ----- | ----- | ----- | --- | --- | --- | --- | ---- |
| 2011/2012 | SMS PZKosz Władysławowo (II liga) | 22 |    | 17,0 | 44,8% | 34,4% | 58,1% | 3,9 | 0,3 | 0,4 | 0,2 | 8,0  |
| 2012/2013 | SMS PZKosz Władysławowo (II liga) | 25 |    | 22,6 | 40,0% | 30,2% | 69,4% | 6,1 | 0,7 | 1,1 | 0,6 | 13,7 |
| 2013/2014 | Anwil Włocławek (PLK)             | 34 | 4  | 9,6  | 33,7% | 18,2% | 44,4% | 2,7 | 0,4 | 0,4 | 0,2 | 2,4  |
| 2014/2015 | Anwil Włocławek (PLK)             | 27 | 6  | 13,4 | 41,0% | 11,5% | 60,6% | 3,2 | 0,4 | 0,4 | 0,4 | 3,9  |
| 2015/2016 | AZS Koszalin (PLK)                | 30 | 13 | 14,9 | 40,9% | 26,1% | 63,2% | 3,5 | 0,4 | 0,4 | 0,3 | 5,3  |
| 2016/2017 | Asseco Gdynia (PLK)               | 29 | 13 | 19,8 | 49,0% | 20,8% | 63,5% | 5,4 | 0,7 | 0,6 | 0,5 | 8,1  |